# День объединения Бессарабии с Румынией
День объединения Бессарабии с Румынией (рум. Ziua Unirii Basarabiei cu România) — государственный праздник Румынии, отмечается 27 марта в ознаменование объединения Бессарабии с Румынией 27 марта 1918 года. Бессарабия — румынская историческая область, входившая в состав Молдавского княжества, которая объединилась с Валахией и образовала современную Румынию. В 1812 году регион был присоединен к Российской империи, но 27 марта 1918 года стал независимым и присоединился к Румынии.
В конце концов, в 1940 году Румыния уступила Бессарабию Советскому Союзу (СССР), вернула ее в 1941 году, но снова потеряла в 1944 году. СССР создал на части Бессарабии Молдавскую ССР, которая получила независимость в 1991 году как Республика Молдова, развивая с тех пор движение за объединение с Румынией . Сегодня День объединения Бессарабии с Румынией отмечается как в Румынии, где он является официальным праздником с 2017 года, так и в Молдове, включая юридически отколовшуюся от Молдовы территорию Приднестровья.

## Предыстория
Бессарабия — это регион между реками Прут и Днестр, аннексированный Российской империей у Молдавского княжества в 1812 году. Это привело к процессу русификации и колонизации провинции, что сильно сократило румынское население региона. В 1859 году Молдавия объединилась с Валахией, образовав современное государство Румыния. Начало революции 1917 года позволило Бессарабии объявить себя независимой, образовав Молдавскую демократическую республику во время Первой мировой войны. 27 марта 1918 года это государство объединилось с Румынией, что и стало причиной празднования этой даты. Румыния потеряла контроль над Бессарабией, а также над Северной Буковиной после оккупации этих территорий Советским Союзом (СССР) в 1940 году, Румыния ненадолго восстановила их в 1941 году, но снова потеряла в 1944 году.
При советской власти Бессарабия была разделена на разные части. Северная и южная части, а также вся Северная Буковина отошли к Украинской ССР, а на остальной части области была образована Молдавская ССР. В то же время к республике были присоединены некоторые территории по ту сторону Днестра, которые сегодня образуют Приднестровье. Молдавская ССР стала независимой в 1991 году как Республика Молдова, которая позже потеряла контроль над Приднестровьем после Приднестровской войны. С момента обретения Молдовой независимости возникло движение за объединение страны с Румынией.

## История

### Румыния
День объединения Бессарабии с Румынией был единогласно принят Сенатом Румынии 13 октября 2015 г. 79 голосами «за». Два года спустя он был принят Палатой депутатов Румынии 14 марта 2017 года 260 голосами против 1 при 6 воздержавшихся. Политик, который начал этот проект, Евгений Томак, в то время был депутатом от Партии народного движения (ПНД), утверждал, что «забвение истории равносильно предательству». Праздник стал официальным в Румынии после того, как президент Клаус Йоханнис провозгласил его 27 марта 2017 года.
Согласно закону о празднике, Закон №. 36/2017, который был опубликован в Monitorul Oficial 29 марта 2017 года и вступил в силу 1 апреля 2017 года, центральные и местные органы власти, неправительственные организации, музеи и представительства Румынии за рубежом могут организовывать культурные и научные мероприятия, связанные с праздником в этот день. Они также могут бесплатно помочь с материально-технической поддержкой этих мероприятий. Также в этот день развевается румынский флаг.
27 марта 2018 г., к столетию объединения Бессарабии с Румынией, Иоаннис направил сообщение о важности этого прошедшего события и о том, что оно представляет собой источник вдохновения для развития и углубления отношений между Румынией и Молдовой и европейской интеграции Молдовы, который активно поддерживает Румыния. Позднее, в 2021 году, Джордж Симион, лидер Альянса за Союз румын (АСР), объявил, что партия начнет действовать в Молдове по случаю Дня объединения Бессарабии с Румынией.

### Молдова
В 2020 году молдавская политическая партия Mișcarea Politică Unirea («Союзное политическое движение») предложила учредить в Молдове праздник, аналогичный Дню Союза Бессарабии с Румынией, но эта идея была отклонена. Однако его все равно отмечают некоторые молдавские сторонники объединения с Румынией. Например, в 2018 году тысячи людей провели демонстрацию в Кишиневе, столице Молдовы, чтобы отпраздновать столетие союза 1918 года и потребовать нового союза с Румынией. Годом ранее Румынский институт культуры (ICR) организовал различные мероприятия и представления в Молдове в этот день.
Подобные торжества имели место и в Приднестровье. В 2017 году Теоретический лицей Лучиана Блага в Тирасполе организовал мероприятия, на которых учителя и ученики пели и декламировали румынские патриотические песни и стихи, а в коридорах здания был установлен огромный румынский флаг.